# جزیره اوشی
جزیره اوشی (انگلیسی: Ushi Island) یک جزیره در سرزمین پریمورسکی کشور روسیه است.